# Maires
Maires (en francès Mayres) és un municipi francès situat al departament de l'Ardecha i a la regió d'Alvèrnia-Roine-Alps. L'any 2007 tenia 257 habitants.

## Demografia

### Població
El 2007 la població de fet de Mayres era de 257 persones. Hi havia 136 famílies de les quals 58 eren unipersonals (27 homes vivint sols i 31 dones vivint soles), 54 parelles sense fills, 12 parelles amb fills i 12 famílies monoparentals amb fills.
La població ha evolucionat segons el següent gràfic:
Habitants censats

### Habitatges
El 2007 hi havia 391 habitatges, 145 eren l'habitatge principal de la família, 186 eren segones residències i 61 estaven desocupats. 382 eren cases i 9 eren apartaments. Dels 145 habitatges principals, 115 estaven ocupats pels seus propietaris, 21 estaven llogats i ocupats pels llogaters i 9 estaven cedits a títol gratuït; 2 tenien una cambra, 17 en tenien dues, 35 en tenien tres, 45 en tenien quatre i 46 en tenien cinc o més. 106 habitatges disposaven pel capbaix d'una plaça de pàrquing. A 84 habitatges hi havia un automòbil i a 40 n'hi havia dos o més.

### Piràmide de població
La piràmide de població per edats i sexe el 2009 era:
| Homes | Edats   | Dones |
| ----- | ------- | ----- |
| 0     | 95 o +  | 0     |
| 0     | 90 a 94 | 8     |
| 4     | 85 a 89 | 24    |
| 8     | 80 a 84 | 8     |
| 4     | 75 a 79 | 4     |
| 8     | 70 a 74 | 12    |
| 16    | 65 a 69 | 8     |
| 16    | 60 a 64 | 20    |
| 4     | 55 a 59 | 4     |
| 16    | 50 a 54 | 20    |
| 4     | 45 a 49 | 16    |
| 4     | 40 a 44 | 4     |
| 0     | 35 a 39 | 0     |
| 0     | 30 a 34 | 4     |
| 16    | 25 a 29 | 0     |
| 0     | 20 a 24 | 4     |
| 4     | 15 a 19 | 8     |
| 0     | 10 a 14 | 4     |
| 0     | 5 a 9   | 4     |
| 0     | 0 a 4   | 0     |

## Economia
El 2007 la població en edat de treballar era de 120 persones, 65 eren actives i 55 eren inactives. De les 65 persones actives 57 estaven ocupades (37 homes i 20 dones) i 9 estaven aturades (3 homes i 6 dones). De les 55 persones inactives 37 estaven jubilades, 4 estaven estudiant i 14 estaven classificades com a «altres inactius».

### Ingressos
El 2009 a Mayres hi havia 149 unitats fiscals que integraven 248 persones, la mediana anual d'ingressos fiscals per persona era de 13.607 €.

### Activitats econòmiques
Dels 10 establiments que hi havia el 2007, 1 era d'una empresa alimentària, 2 d'empreses de fabricació d'altres productes industrials, 2 d'empreses de construcció, 1 d'una empresa de comerç i reparació d'automòbils, 3 d'empreses d'hostatgeria i restauració i 1 d'una empresa de serveis.
Dels 4 establiments de servei als particulars que hi havia el 2009, 1 era un guixaire pintor, 1 fusteria i 2 restaurants.
Dels 2 establiments comercials que hi havia el 2009, 1 era una botiga de més de 120 m² i 1 una botiga de menys de 120 m².
L'any 2000 a Mayres hi havia 4 explotacions agrícoles.

## Poblacions més properes
El següent diagrama mostra les poblacions més properes.